# Yusuf Yeşilöz
Yusuf Yeşilöz (* 1964 in Gölyazi, Cihanbeyli, Konya, Türkei) ist ein aus der Türkei stammender deutschsprachiger Autor von Büchern und Filmen Schweizer Staatsangehörigkeit und kurdischer Volkszugehörigkeit.

## Werdegang
Yusuf Yeşilöz, geboren in einem kurdischen Dorf in Mittelanatolien, kam 1987 in die Schweiz, wo er 1995 die Staatsbürgerschaft erhielt. Er schreibt Romane, Erzählungen aber auch autobiografische Werke wie z. B. Steppenrutenpflanze (2000) über seine „kurdische Kindheit“ oder Vor Metris steht ein hoher Ahorn (1998), das Hafteindrücke des „politischen Gefangenen“ Yeşilöz „aus der Türkei“ schildert.
Der Autor und Übersetzer arbeitet zudem auch als Filmemacher. Auf dem  Internationalen Film Festival Innsbruck 2006 wurde Yesilöz für Zwischen den Welten (2006) mit dem Christian-Berger-Preis für den besten Dokumentarfilm ausgezeichnet. Zuvor hatte bereits sein deutsch-, türkisch- und kurdischsprachiger Film Hungern gegen Wände (2004), bei dem der Autor neben dem Drehbuch auch Regie und Produktion besorgte, einige Aufmerksamkeit erhalten.

## Werke
- Der Libellenspiegel. Roman. Limmat, Zürich 2024, ISBN 978-3-0-3926076-8.
- Nelkenblatt. Roman. Limmat, Zürich 2021, ISBN 978-3-0-3926012-6.
- Die Wunschplatane. Roman. Limmat-Verlag, Zürich 2018, ISBN 978-3-85791-848-3
- Soraja. Roman. Limmat-Verlag, Zürich 2014, ISBN 978-3-85791-734-9
- Kebab zum Bankgeheimnis. Kolumnensammlung. Limmat-Verlag, Zürich 2012, ISBN 978-3-85791-687-8
- Hochzeitsflug. Roman. Limmat-Verlag, Zürich 2011, ISBN 978-3-85791-622-9
- Gegen die Flut. Roman. Limmat-Verlag, Zürich 2008, ISBN 978-3-85791-559-8
- Lied aus der Ferne. Roman. Limmat-Verlag, Zürich 2007, ISBN 978-3-85791-519-2
- Der Imam und die Eselin. Roman. Rotpunktverlag, Zürich 2004, ISBN 978-3-85869-270-2
- Der Gast aus dem Ofenrohr. Rotpunktverlag, Zürich 2002, ISBN 978-3-85869-230-6
- Steppenrutenpflanze. Novelle. Rotpunktverlag, Zürich 2000, ISBN 978-3-85869-192-7
- Vor Metris steht ein hoher Ahorn. Erlebnisbericht. Unrast, Münster 1998, ISBN 978-3-928300-91-9
- Reise in die Abenddämmerung. Roman. Rotpunktverlag, Zürich 1998, ISBN 978-3-85869-142-2

## Filme
- Der Wille zum Mitgestalten – Migranten in der Politik, Dokumentarfilm 2015, SRF
- Der Dönerkönig, Dokumentarfilm 2013, SRF, 3sat
- Eigentlich wollten wir zurückkehren – Alter und Migration, Dokumentarfilm 2012, SRF, 3sat, TSR
- Unsere fremde Nachbarn – Muslime in der Schweiz, Dokumentarfilm, 2009, SF, 3sat
- Sulukule in Istanbul, Dokumentarfilm, 2008, 3sat
- Musikliebe, Dokumentarfilm, 2008, SF, 3sat
- Zwischen den Welten, Dokumentarfilm, 2006, SF, 3sat, TSR
- Hungern gegen Wände, Dokumentarfilm, 2004, SF, 3sat, ZDF

## Auszeichnungen
- 2001 Prix Lipps
- 2002 Ehrengabe der Stadt Zürich
- 2006 Christian-Berger-Preis
- 2007 Preis der Kulturstiftung Winterthur
- 2013 Anerkennungspreis des Kantons Zürich für das Buch Kebab zum Bankgeheimnis
- 2024 Literarische Auszeichnung der Stadt Zürich für den Roman Der Libellenspiegel[1]